# Roter Hof (Sohland an der Spree)

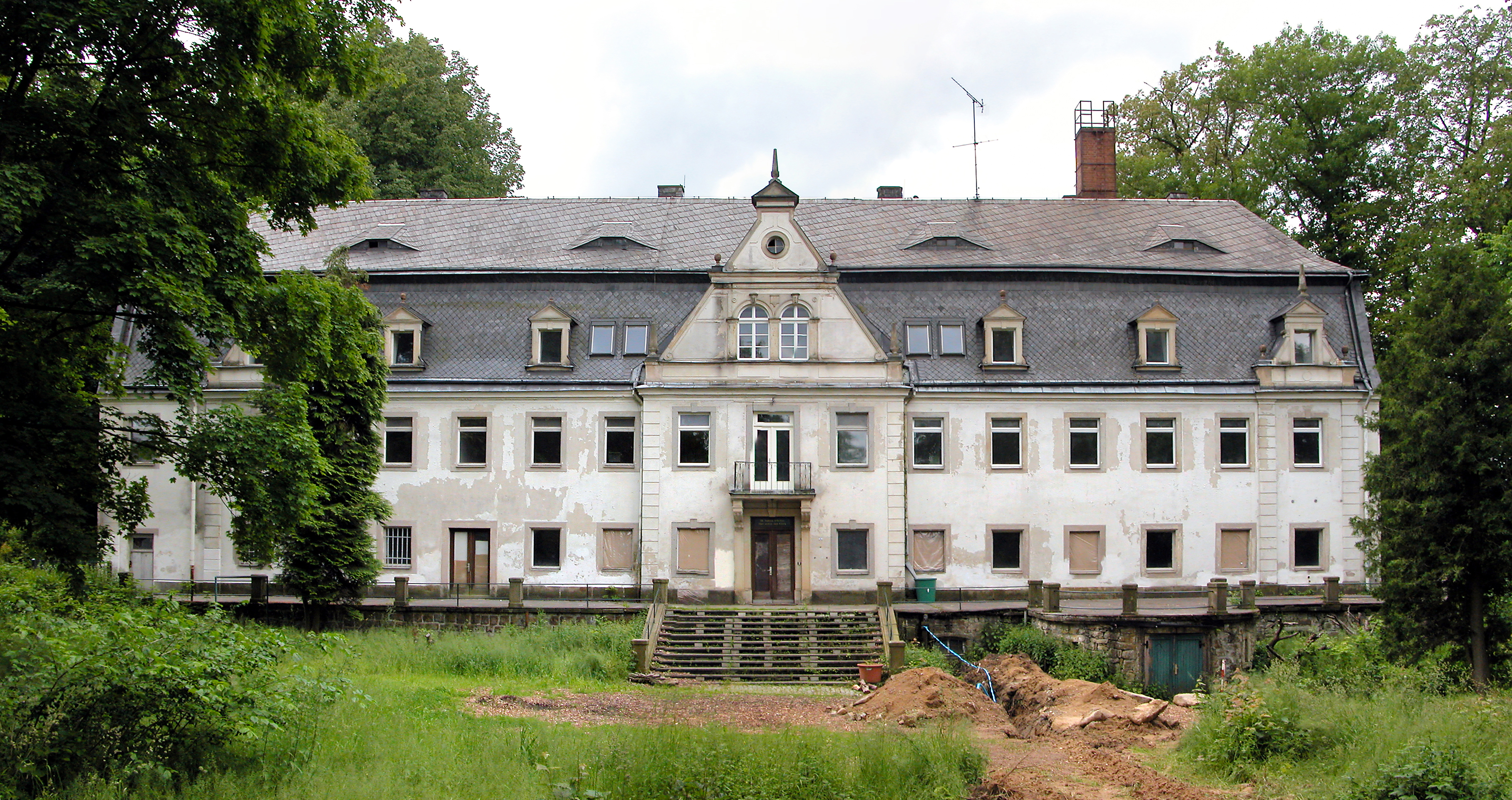
Schloss Mittelsohland, 2012

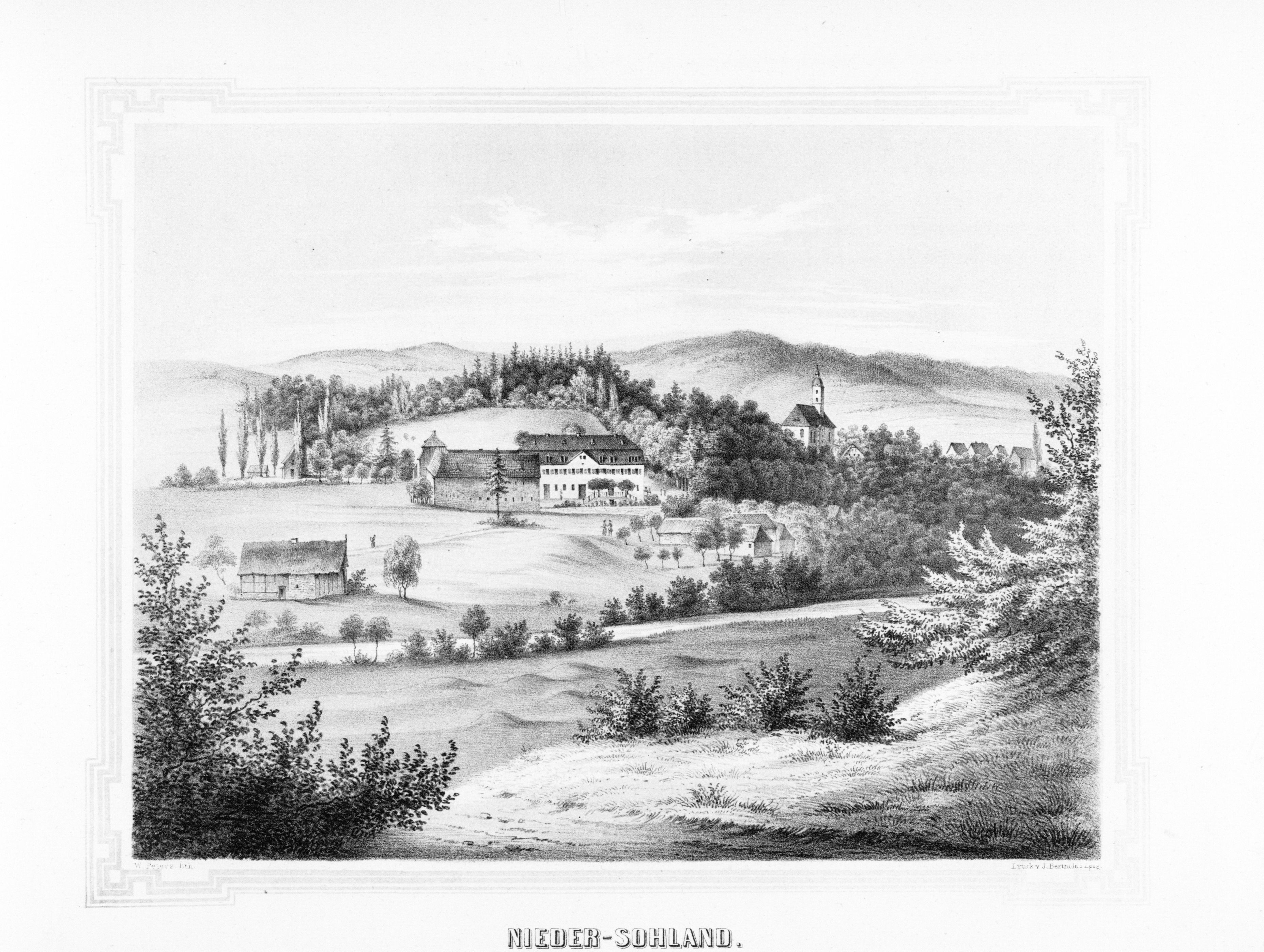
Das Schloss um 1859

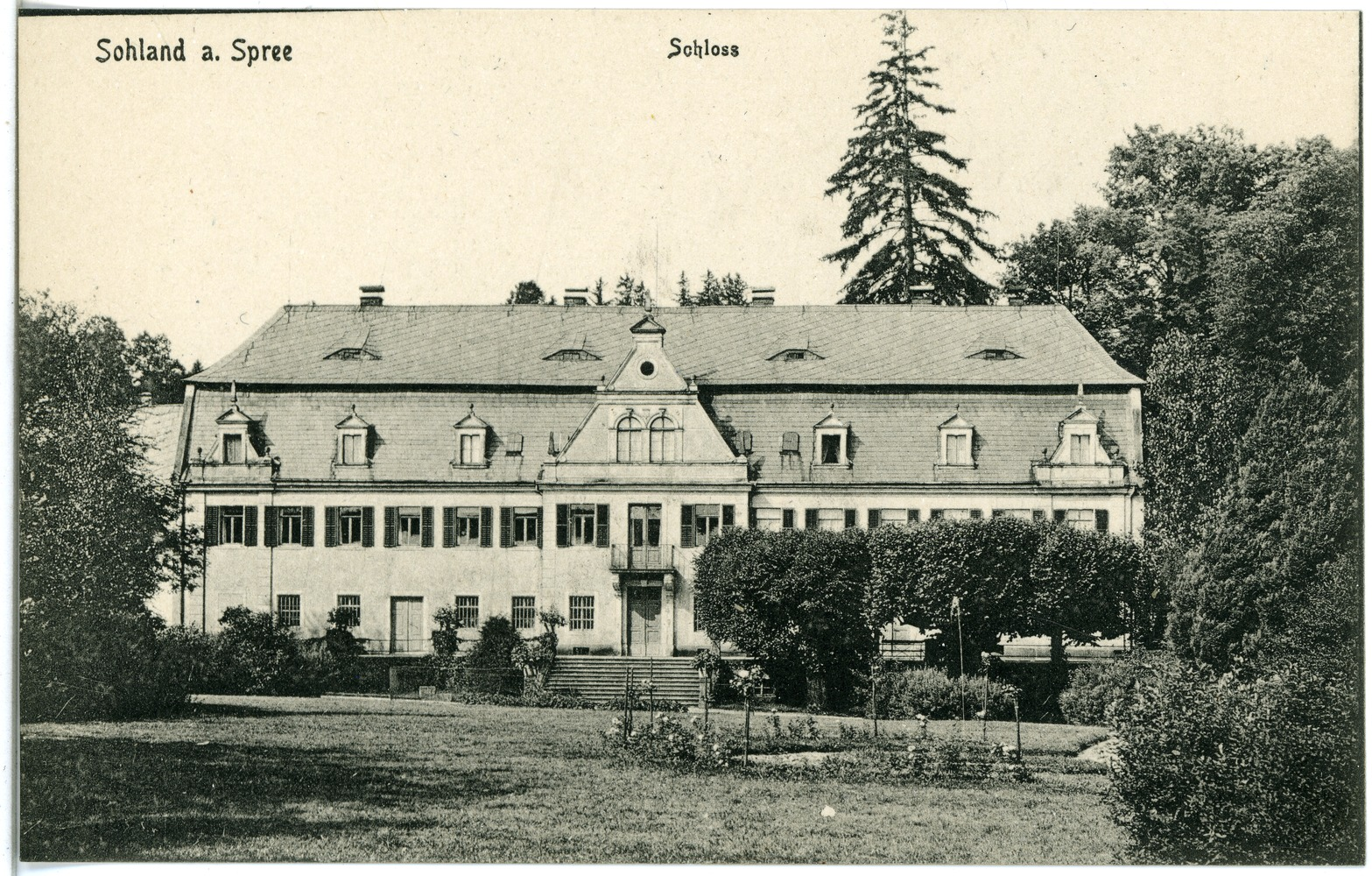
Schloss Sohland 1915

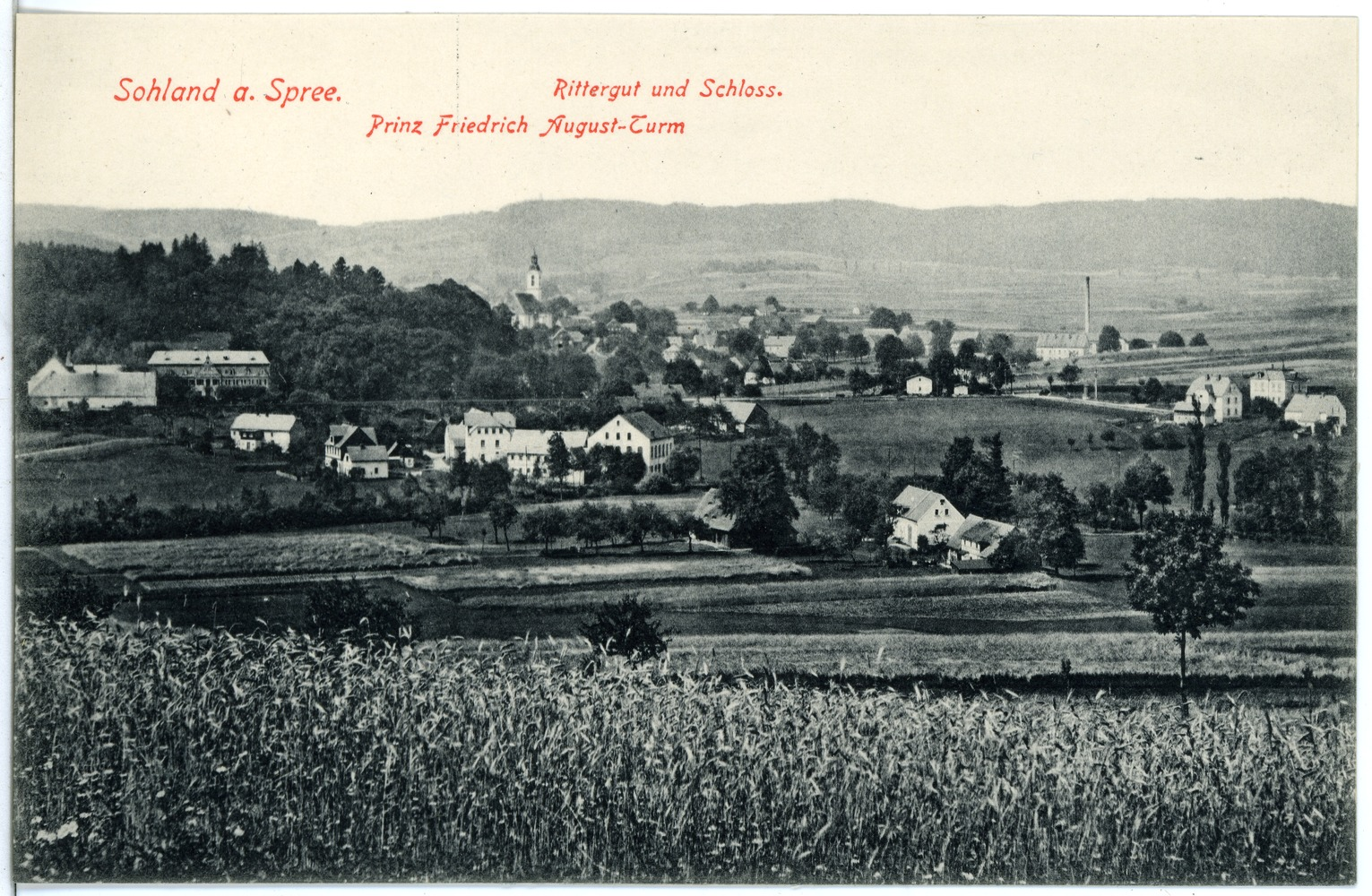
Blick auf Sohland (1915), links das Rittergut und Schloss

Der Rote Hof, auch als Schloss Sohland bzw. Schloss Mittelsohland bezeichnet, ist ein 1747 errichtetes Herrenhaus in der sächsischen Gemeinde Sohland an der Spree. Es diente anfänglich als Sitz der Grundherrschaft Mittelsohland und war ab 1854 alleiniger Herrensitz in Sohland. Nach der Enteignung der Familie von Nostitz-Wallwitz im Jahre 1945 wurde das Gebäude bis 1998 zu unterschiedlichen sozialen Zwecken genutzt.

## Geographie
Der Rote Hof befindet sich nördlich des Hohberges (368 m) auf einem erhöhten Platz über den Tälern der Spree und des Sohlander Dorfbaches am Friedenshain in der Ortslage Mittelsohland. Nördlich unterhalb des Schlosses führt die Bahnstrecke Oberoderwitz–Wilthen über das Sohlander Viadukt.

## Geschichte
Ab 1487 setzte eine Zersplitterung des seit 1404 nachweislichen Rittergutes Sohland ein, die in der Mitte des 17. Jahrhunderts mit acht Herrensitzen ihren Höhepunkt erreichte. Eines dieser Güter war das Rittergut Mittelsohland, das bis 1679 den Herren von Metzradt und danach den Herren von der Sahla gehörte.
Im Jahre 1747 ließ der Besitzer der Güter Ober- und Mittelsohland, August Siegmund von der Sahla auf Schönfeld (1708–1768), den Herrensitz Mittelsohland zu einem Schloss umgestalten. Nachfolgender Besitzer wurde dessen Sohn Christoph August von der Sahla (1749–1802). Anschließend verwaltete die Witwe Ernestine, geborene von Burgsdorff, den Besitz für ihren einzigen Sohn Ernst Christoph August, der durch seine Attentatspläne auf Napoleon Bonaparte bekannt wurde und 1815 24-jährig in Paris verstarb. Nach dessen Tod übernahm seine Schwester Henriette Magdalene von der Sahla (1793–1891) die Güter Ober- und Mittelsohland. Sie blieb unverheiratet und erwarb sich den Ruf einer Wohltäterin von Sohland. Henriette von der Sahla verkaufte die Güter 1854 an Gustav von Nostitz-Wallwitz, der 1842 schon die Güter Wendisch- und Niedersohland erworben hatte, und zog nach Dresden.
Gustav von Nostitz-Wallwitz vereinigte alle Sohlander Rittergüter, alleiniger Herrensitz wurde der Rote Hof, den er umgestalten ließ. Die Familie von Nostitz-Wallwitz hielt das Rittergut Sohland fast ein Jahrhundert. Nach Ende des Zweiten Weltkrieges folgte 1945 während der Bodenreform die Enteignung des Benno von Nostitz-Wallwitz. Die 128 Hektar große Fläche des Ritterguts wurde beschlagnahmt.
Das Schloss wurde nach dem Krieg zunächst als Flüchtlingsheim genutzt. Anschließend diente es als Erholungsheim für Lungenkranke und in den 1980er Jahren als Schwangerenerholungsheim. Zwischen 1994 und 1998 war im Roten Hof eine Fachklinik für Alkoholabhängige untergebracht, dabei erfolgte 1995 eine Sanierung des Hauses mit Einbau einer Gaszentralheizung.
Ab 1999 stand der Rote Hof leer und war seit dieser Zeit Vandalismus ausgesetzt. Durch die undichte Dachentwässerung entstanden zudem Wasserschäden. Im Dezember 2008 wurde der Rote Hof für 54.000 € versteigert. Durch die neuen Eigentümer begann inzwischen eine Sanierung des Hauses.

## Beschreibung
Der Rote Hof wurde als vierflügelige, nach Nordwesten offene Hofanlage angelegt, wobei das Herrenhaus den südwestlichen Flügel bildete. Inzwischen ist das Herrenhaus nach Abriss eines Teils der Wirtschaftsgebäude freistehend, lediglich an der östlichen Hofseite sind Teile von zwei Nebengebäudeflügeln erhalten. An das Herrenhaus schließt sich rückseitig nach Südwesten hin bis zum Friedhof ein ausgedehnter Schlosspark an, der von der Gemeinde gepflegt wird. Am Rande des Schlossparkes steht das Strickhäusel, ein biedermeierähnlicher Fachwerkbau aus der ersten Hälfte des 19. Jahrhunderts. Am Hang nördlich des Roten Hofes ließ die Gemeinde als Erweiterung des Schlossparkes den Friedenshain anlegen, dabei wurde auch der nordwestlich des Herrenhauses gelegene Schlossteich trockengelegt.
Das Herrenhaus ist ein langgestreckter zweigeschossiger Bau mit einem Mansardgeschoss und Krüppelwalmdach mit Fledermausgauben. Dem Eingang im gegiebelten Mittelrisalit der Nordostfassade sind eine Freitreppe und Terrasse vorgelagert, im Obergeschoss ist über dem Eingang ein Balkon angebracht. Rückseitig befindet sich zum Park hin ebenfalls ein gegiebelter Mittelrisalit, an dem über dem Obergeschoss das von Sahlasche Wappen angebracht ist. Das Herrenhaus ist mit Kreuzgewölbedecken, einem Kamin im Eingangsbereich sowie einem Speisesaal mit Holzvertäfelung und Parkett ausgestattet.